# Saison 2009-2010 de l'AS Rome
Maillots
Chronologie
Saison précédente Saison suivante
Cet article présente la saison 2009-2010 de l'AS Rome.
Le club est engagé dans le championnat d'Italie, la Coupe d'Italie et la Ligue Europa.

## Équipe

### Équipe type
Équipe type de la Roma par secteurs, organisés de droite à gauche ; principal remplaçant potentiel entre parenthèses.
Gardien de but : Júlio Sérgio  (Doni )

Défense : Cassetti  (Motta ) - Burdisso  (Mexès ) - Juan  (Mexès ) - Riise  (Tonetto )

Milieu défensif : De Rossi (Cap.2)  - Pizarro  (Brighi )

Milieu : Taddei  - Perrotta  - Vučinić  (Ménez )

Attaque : Totti (Cap.)  (Toni ) (Julio Baptista )

### Effectif complet
Effectif complet des joueurs de la Roma classés en fonction de leur numéro de maillot officiel pour la saison 2009-2010.
Mis à jour le 16 décembre 2009

* Joueurs issus de la Primavera des jeunes de la Roma

** Joueurs recrutés lors du mercato d'hiver

*** Joueurs cédés ou prêtés lors du mercato d'hiver

### Transferts d'été
Arrivées :

 Stefano Guberti : Transfert définitif (AS Bari )

 Nicolás Burdisso : Prêt (Inter Milan )

 Bogdan Lobonț : Prêt (Dinamo Bucarest )

 Fabio Zambrela : Prêt (Newcastle )

 Marco Andreolli : Retour de prêt (US Sassuolo )

 Vitorino Antunes : Retour de prêt (US Lecce )

 Alessio Cerci : Retour de prêt (Atalanta Bergame )

 Mauro Esposito : Retour de prêt (Chievo Vérone )

 Ricardo Faty : Retour de prêt (FC Nantes )

 Leandro Greco : Retour de prêt (AC Pise )

 Stefano Okaka : Retour de prêt (Brescia )

Départs :

 Alberto Aquilani : Transfert définitif (Liverpool FC )

 Filipe Gomes Ribeiro : Transfert définitif (AC Sienne )

 Christian Panucci : Fin de contrat (Parme FC )

 Pietro Pipolo : Fin de contrat

 Alessandro Crescenzi : Prêt (US Grosseto FC )

 Simone Loria : Prêt (Torino FC )

 Aleandro Rosi : Prêt (AC Sienne )

 Valerio Virga : Prêt (Cosenza )

 Souleymane Diamoutene : Fin de prêt (US Lecce )

 Vincenzo Montella : Fin de carrière

### Mercato d'hiver
Arrivées :

 Luca Toni : Prêt (Bayern Munich )

Départs :

 Vitorino Antunes : Prêt (Leixões )

 Cicinho : Prêt (Sao Paulo )

 Mauro Esposito : Prêt (Grosseto )

 Leandro Greco : Prêt (Piacenza )

 Stefano Guberti : Prêt (Sampdoria )

 Stefano Okaka : Prêt (Fulham )

 Adrian Pit : Prêt (Triestina )

## Faits divers
- Claudio Ranieri remplace Luciano Spalletti sur le banc romain à partir de la rencontre de la 3e journée à Sienne du 13 septembre 2009. 

- Le 1er octobre 2009, la Roma termine son premier match officiel de la saison sans avoir encaissé de but contre le CSKA Sofia à Rome en Ligue Europa (2-0).

- Francesco Totti se blesse à nouveau au genou contre le SSC Naples le 4 octobre 2009. Le capitaine est une nouvelle fois contraint de subir une opération le 26 octobre suivie d'une longue absence de plus d'un mois et demi. 

- Daniele De Rossi est le seul joueur à avoir disputé les 17 premières rencontres de la Roma toutes compétitions confondues jusqu'à la 10e journée incluse, disputée à Udine le 28 octobre 2009, à la suite de laquelle il est suspendu. 

- Le 1er novembre 2009, lors de la 11e journée, l'absence conjuguée de Francesco Totti et de Daniele De Rossi permet à Philippe Mexès de porter le brassard de capitaine romain contre Bologne. Brassard qu'il remet contre l'Inter de Milan lors de la 12e journée du 8 novembre après la sortie sur blessure de Daniele De Rossi.

- Lors du match de Ligue Europa du 5 novembre 2009 opposant la Roma à Fulham, le but égalisateur inscrit par John Arne Riise a été dévié dans le but anglais par son propre frère, Bjørn Helge Riise.

- Le 22 novembre 2009, Francesco Totti fête son retour de blessure avec un triplé contre l'AS Bari lors de la 13e journée de série A, son troisième cette saison mais son premier en championnat.

- Le derby romain du 6 décembre 2009 remporté 1 - 0 grâce à un but de Marco Cassetti est le premier match de série A de la saison où la Roma n'encaisse pas de but.

- Lors de la rencontre à Cagliari du 6 janvier 2010, David Pizarro est accueilli du retour des vestiaires par un pétard qui lui explose suffisamment près du visage pour qu'il soit sonné quelques minutes.

- Lors de la 19e journée contre le Chievo Vérone, David Pizarro a raté un pénalty en deuxième période. À noter également qu'à la sortie de Daniele De Rossi, c'est Simone Perrotta qui a reçu la brassard de capitaine selon la politique romaine d'ancienneté.

- Le 12 janvier 2010 contre l'US Triestina en huitième de finale de coupe d'Italie, Doni a été nommé capitaine romain d'un soir.

- Luca Toni a inscrit son premier but romain lors de son doublé contre le Genoa lors de la 20e journée de série A du 17 janvier 2010 sur deux passes décisives de Mirko Vučinić. Simone Perrotta, qui a marqué le premier des trois buts, était le capitaine de la louve.

- Lors de la 21e journée de série A, Francesco Totti a inscrit son 240e but avec la Roma et son premier à Turin. Notons que, rentré à la 8e minute après la blessure de Luca Toni, Totti n'était pas capitaine ce soir là. Cette victoire romaine permet notamment à Claudio Ranieri, limogé par les dirigeants turinois le 18 mai 2009 à deux journées de la fin du championnat alors que son équipe était deuxième, de prendre une certaine revanche.

- Lors de la dernière journée de série A du 31 janvier contre Sienne, c'est Stefano Okaka qui délivre la Roma en inscrivant le but du 2 - 1 victorieux à la 88e sur une talonnade avant d'annoncer le lendemain même son départ pour Fulham. Le passeur décisif est Adrian Pit, également prêté juste après la rencontre à l'US Triestina.

- Le 18 février 2010, le Panathinaïkos met fin à une série romaine de 20 matchs sans défaite, entamée le 1er novembre 2009, en l'emportant 3 buts à 2 à Athènes.

- David Pizarro a manqué son pénalty face à Livourne le 14 mars 2010.

- Le 20 mars 2010, Mirko Vučinić inscrit son premier triplé avec la Roma contre l'Udinese. Simone Perrotta était capitaine ce soir là.

- Lors de la 33e journée de série A, la Roma détrône l'Inter de Milan et s'empare de la première place du classement. À noter pendant la rencontre contre l'Atalanta Bergame l'étrange attitude de Francesco Totti qui aurait refusé de sortir obligeant Claudio Ranieri à sortir Jérémy Ménez.

- Lors du derby romain du 18 avril 2010 comptant pour la 34e journée de Série A, Claudio Ranieri sort à la mi-temps et Francesco Totti et Daniele De Rossi remplacés par Jérémy Ménez et Rodrigo Taddei. Judicieux coup de poker car le Brésilien provoque un pénalty transformé par Mirko Vučinić et le Français provoque un coup franc transformé par Mirko Vučinić. Le pénalty de Sergio Floccari stoppé par Júlio Sérgio au retour des vestiaires alors que la Lazio menait 1 - 0.

## Résultats

### Championnat

#### Matchs aller
| 1re journée        | Genoa                                        | 3 – 2   | AS Rome                                     | Gênes, Stade Luigi-Ferraris |                             |
| 23 août 2009 20h45 | Criscito 49e · Zapater 69e · Biava 83e · x 5 | (0 – 0) | 53e Taddei · 64e Totti · Andreolli Cassetti | Arbitrage : Emidio Morganti | Arbitrage : Emidio Morganti |
| 23 août 2009 20h45 | rapport                                      |         |                                             | Arbitrage : Emidio Morganti | Arbitrage : Emidio Morganti |

| 2e journée         | AS Rome                                 | 1 – 3   | Juventus                              | Rome, Stadio olimpico       |                             |
| 30 août 2009 18h00 | De Rossi 35e · De Rossi Taddei Perrotta | (1 – 1) | 25e 68e Diego · 93e Felipe Melo · x 4 | Arbitrage : Gianluca Rocchi | Arbitrage : Gianluca Rocchi |
| 30 août 2009 18h00 | rapport                                 |         |                                       | Arbitrage : Gianluca Rocchi | Arbitrage : Gianluca Rocchi |

| 3e journée              | Sienne                           | 1 – 2   | AS Rome                                         | Sienne, Stade Artemio-Franchi |                            |
| 13 septembre 2009 15h00 | Maccarone 26e · Codrea 80e · x 2 | (1 – 0) | 73e Mexès · 89e Riise · Cassetti De Rossi Mexès | Arbitrage : Antonio Damato    | Arbitrage : Antonio Damato |
| 13 septembre 2009 15h00 | rapport                          |         |                                                 | Arbitrage : Antonio Damato    | Arbitrage : Antonio Damato |

| 4e journée              | AS Rome                          | 3 – 1   | Fiorentina          | Rome, Stadio olimpico      |                            |
| 20 septembre 2009 20h45 | Totti 27e (P) 33e · De Rossi 41e | (3 – 0) | 84e Gilardino · x 3 | Arbitrage : Nicola Rizzoli | Arbitrage : Nicola Rizzoli |
| 20 septembre 2009 20h45 | rapport                          |         |                     | Arbitrage : Nicola Rizzoli | Arbitrage : Nicola Rizzoli |

| 5e journée              | Palerme                                        | 3 – 3   | AS Rome                                                   | Palerme, Stade Renzo-Barbera |                             |
| 23 septembre 2009 20h45 | Budan 40e · Miccoli 45+2e · Nocerino 56e · x 4 | (2 – 2) | 20e Brighi · 45+1e Burdisso · 88e (P) Totti · Totti Okaka | Arbitrage : Gianluca Rocchi  | Arbitrage : Gianluca Rocchi |
| 23 septembre 2009 20h45 | rapport                                        |         |                                                           | Arbitrage : Gianluca Rocchi  | Arbitrage : Gianluca Rocchi |

| 6e journée              | Catane                              | 1 – 1   | AS Rome                       | Catane, Stade Angelo-Massimino   |                                  |
| 27 septembre 2009 15h00 | Morimoto 22e · Delvecchio 96e · x 4 | (1 – 0) | 92e De Rossi · Burdisso Cerci | Arbitrage : Massimiliano Saccani | Arbitrage : Massimiliano Saccani |
| 27 septembre 2009 15h00 | rapport                             |         |                               | Arbitrage : Massimiliano Saccani | Arbitrage : Massimiliano Saccani |

| 7e journée           | AS Rome                          | 2 – 1   | Naples            | Rome, Stadio olimpico  |                        |
| 4 octobre 2009 15h00 | Totti 37e 63e · Vučinić Perrotta | (1 – 1) | 25e Lavezzi · x 2 | Arbitrage : Luca Banti | Arbitrage : Luca Banti |
| 4 octobre 2009 15h00 | rapport                          |         |                   | Arbitrage : Luca Banti | Arbitrage : Luca Banti |

| 8e journée            | Milan AC                                            | 2 – 1   | AS Rome                             | Milan, stade Giuseppe-Meazza |                             |
| 18 octobre 2009 20h45 | Ronaldinho 56e (P) · Pato 67e · Ambrosini 82e · x 5 | (0 – 1) | 3e Ménez · Doni Riise Pizarro Ménez | Arbitrage : Roberto Rosetti  | Arbitrage : Roberto Rosetti |
| 18 octobre 2009 20h45 | rapport                                             |         |                                     | Arbitrage : Roberto Rosetti  | Arbitrage : Roberto Rosetti |

| 9e journée            | AS Rome  | 0 – 1   | Livourne                        | Rome, stadio olimpico     |                           |
| 25 octobre 2009 15h00 | Cassetti | (0 – 1) | 40e Tavano · 67e De Lucia · x 3 | Arbitrage : Carmine Russo | Arbitrage : Carmine Russo |
| 25 octobre 2009 15h00 | rapport  |         |                                 | Arbitrage : Carmine Russo | Arbitrage : Carmine Russo |

| 10e journée           | Udinese                                | 2 – 1   | AS Rome                                                     | Udine, stade Friuli        |                            |
| 28 octobre 2009 20h45 | Floro Flores 21e 84e · Basta 82e · x 5 | (1 – 1) | 42e De Rossi · 51e Taddei · Cassetti De Rossi Motta Guberti | Arbitrage : Antonio Damato | Arbitrage : Antonio Damato |
| 28 octobre 2009 20h45 | rapport                                |         |                                                             | Arbitrage : Antonio Damato | Arbitrage : Antonio Damato |

| 11e journée             | AS Rome                                       | 2 – 1   | Bologne            | Rome, stadio olimpico        |                              |
| 1er novembre 2009 15h00 | Vučinić 35e · Perrotta 52e · Vučinić Perrotta | (1 – 1) | 32e Adailton · x 2 | Arbitrage : Matteo Trefoloni | Arbitrage : Matteo Trefoloni |
| 1er novembre 2009 15h00 | rapport                                       |         |                    | Arbitrage : Matteo Trefoloni | Arbitrage : Matteo Trefoloni |

| 12e journée           | Inter Milan     | 1 – 1   | AS Rome                     | Milan, Giuseppe Meazza      |                             |
| 8 novembre 2009 20h45 | Eto'o 48e · x 3 | (0 – 1) | 13e Vučinić · Ménez Pizarro | Arbitrage : Gianluca Rocchi | Arbitrage : Gianluca Rocchi |
| 8 novembre 2009 20h45 | rapport         |         |                             | Arbitrage : Gianluca Rocchi | Arbitrage : Gianluca Rocchi |

| 13e journée            | AS Rome                                | 3 – 1   | Bari                      | Rome, stadio olimpico     |                           |
| 22 novembre 2009 15h00 | Totti 6e (P) 14e 28e · Mexès Andreolli | (3 – 0) | 74e (Csc) Andreolli · x 4 | Arbitrage : Gabriele Gava | Arbitrage : Gabriele Gava |
| 22 novembre 2009 15h00 | rapport                                |         |                           | Arbitrage : Gabriele Gava | Arbitrage : Gabriele Gava |

| 14e journée            | Atalanta Bergame   | 1 – 2   | AS Rome                            | Bergame, Stadio Atleti Azzurri d'Italia |                               |
| 29 novembre 2009 15h00 | Ceravolo 13e · x 2 | (1 – 1) | 44e Vučinić · 64e Perrotta · Ménez | Arbitrage : Paolo Tagliavento           | Arbitrage : Paolo Tagliavento |
| 29 novembre 2009 15h00 | rapport            |         |                                    | Arbitrage : Paolo Tagliavento           | Arbitrage : Paolo Tagliavento |

| 15e journée           | AS Rome                                          | 1 – 0   | Lazio Rome | Rome, stadio olimpico      |                            |
| 6 décembre 2009 20h45 | Cassetti 78e · Pizarro 89e · Ménez Mexès Pizarro | (0 – 0) | x 3        | Arbitrage : Nicola Rizzoli | Arbitrage : Nicola Rizzoli |
| 6 décembre 2009 20h45 | rapport                                          |         |            | Arbitrage : Nicola Rizzoli | Arbitrage : Nicola Rizzoli |

| 16e journée            | Sampdoria | 0 – 0   | AS Rome                 | Gênes, stade Luigi-Ferraris |                             |
| 13 décembre 2009 20h45 | x 3       | (0 – 0) | Burdisso Perrotta Totti | Arbitrage : Antonio Damatao | Arbitrage : Antonio Damatao |
| 13 décembre 2009 20h45 | rapport   |         |                         | Arbitrage : Antonio Damatao | Arbitrage : Antonio Damatao |

| 17e journée            | AS Rome                                         | 2 – 0   | Parme          | Rome, stadio olimpico         |                               |
| 20 décembre 2009 15h00 | Burdisso 48e · Brighi 91e · Juan Totti De Rossi | (0 – 0) | 87e Baci · x 3 | Arbitrage : Paolo Tagliavento | Arbitrage : Paolo Tagliavento |
| 20 décembre 2009 15h00 | rapport                                         |         |                | Arbitrage : Paolo Tagliavento | Arbitrage : Paolo Tagliavento |

| 18e journée          | Cagliari                    | 2 – 2   | AS Rome                                                        | Cagliari, stade Sant'Elia   |                             |
| 6 janvier 2010 15h00 | Lopez 90e · Conti 93e · x 2 | (0 – 0) | 52e (P) Pizarro · 65e Perrotta · Riise Perrotta Ménez De Rossi | Arbitrage : Gianluca Rocchi | Arbitrage : Gianluca Rocchi |
| 6 janvier 2010 15h00 | rapport                     |         |                                                                | Arbitrage : Gianluca Rocchi | Arbitrage : Gianluca Rocchi |

| 19e journée          | AS Rome                 | 1 – 0   | Chievo Vérone | Rome, Stadio olimpico       |                             |
| 9 janvier 2010 18h00 | De Rossi 1re · Doni 11e | (1 – 0) | x 3           | Arbitrage : Paolo Mazzoleni | Arbitrage : Paolo Mazzoleni |
| 9 janvier 2010 18h00 | rapport                 |         |               | Arbitrage : Paolo Mazzoleni | Arbitrage : Paolo Mazzoleni |

À l'issue des matchs aller la Roma occupe la 5e place de la série A avec 32 points, soit 13 derrière le leader, l'Inter de Milan.

#### Matchs retour
| 20e journée           | AS Rome                     | 3 – 0   | Genoa | Rome, Stadio Olimpico    |                          |
| 17 janvier 2010 15h00 | Perrotta 17e · Toni 45e 60e | (2 – 0) |       | Arbitrage : Andrea Romeo | Arbitrage : Andrea Romeo |
| 17 janvier 2010 15h00 | rapport                     |         |       | Arbitrage : Andrea Romeo | Arbitrage : Andrea Romeo |

| 21e journée           | Juventus                         | 1 – 2   | AS Rome                                              | Turin, Stadio olimpico        |                               |
| 23 janvier 2010 20h45 | Del Piero 51e · Buffon 83e · x 2 | (0 – 0) | 68e (P) Totti · 93e Riise · De Rossi Burdisso Taddei | Arbitrage : Paolo Tagliavento | Arbitrage : Paolo Tagliavento |
| 23 janvier 2010 20h45 | rapport                          |         |                                                      | Arbitrage : Paolo Tagliavento | Arbitrage : Paolo Tagliavento |

| 22e journée           | AS Rome                                     | 2 – 1   | Sienne               | Rome, Stadio Olimpico         |                               |
| 31 janvier 2010 15h00 | Riise 29e · Okaka 88e · Juan Burdisso Okaka | (1 – 1) | 41e Vergassola · x 2 | Arbitrage : Leonardo Baracani | Arbitrage : Leonardo Baracani |
| 31 janvier 2010 15h00 | rapport                                     |         |                      | Arbitrage : Leonardo Baracani | Arbitrage : Leonardo Baracani |

| 23e journée          | Fiorentina | 0 – 1   | AS Rome                | Florence, stade Artemio-Franchi |                            |
| 7 février 2010 20h45 | x 2        | (0 – 0) | 82e Vučinić · Perrotta | Arbitrage : Nicola Rizzoli      | Arbitrage : Nicola Rizzoli |
| 7 février 2010 20h45 | rapport    |         |                        | Arbitrage : Nicola Rizzoli      | Arbitrage : Nicola Rizzoli |

| 24e journée           | AS Rome                                                       | 4 – 1   | Palerme             | Rome, Stadio Olimpico         |                               |
| 13 février 2010 18h00 | Brighi 33e 62e · Julio Baptista 53e · Riise 83e · Totti Ménez | (1 – 0) | 79e P Miccoli · x 2 | Arbitrage : Paolo Tagliavento | Arbitrage : Paolo Tagliavento |
| 13 février 2010 18h00 | rapport                                                       |         |                     | Arbitrage : Paolo Tagliavento | Arbitrage : Paolo Tagliavento |

| 25e journée           | AS Rome                     | 1 – 0   | Catane | Rome, Stadio Olimpico      |                            |
| 21 février 2010 15h00 | Vučinić 18e · Faty Perrotta | (1 – 0) | x 2    | Arbitrage : Mauro Bergonzi | Arbitrage : Mauro Bergonzi |
| 21 février 2010 15h00 | rapport                     |         |        | Arbitrage : Mauro Bergonzi | Arbitrage : Mauro Bergonzi |

| 26e journée           | Naples                           | 2 – 2   | AS Rome                                           | Naples, Stadio San Paolo   |                            |
| 28 février 2010 15h00 | Denis 75e · Hamsik 90e (P) · x 2 | (0 – 0) | 59e (P) Julio Baptista · 65e Vučinić · Motta Juan | Arbitrage : Nicola Rizzoli | Arbitrage : Nicola Rizzoli |
| 28 février 2010 15h00 | rapport                          |         |                                                   | Arbitrage : Nicola Rizzoli | Arbitrage : Nicola Rizzoli |

| 27e journée       | AS Rome                 | 0 – 0   | Milan AC | Rome, Stadio Olimpico         |                               |
| 6 mars 2010 20h45 | Burdisso Pizarro Taddei | (0 – 0) | x 2      | Arbitrage : Paolo Tagliavento | Arbitrage : Paolo Tagliavento |
| 6 mars 2010 20h45 | rapport                 |         |          | Arbitrage : Paolo Tagliavento | Arbitrage : Paolo Tagliavento |

| 28e journée        | Livourne                       | 3 – 3   | AS Rome                                                                  | Livourne, stade Artemio-Franchi |                              |
| 14 mars 2010 15h00 | Lucarelli 9e 26e 71e (P) · x 6 | (2 – 3) | 10e Perrotta · 19e Toni · 28e Pizarro · Pizarro Ménez Taddei Cerci Mexès | Arbitrage : Andrea Gervasoni    | Arbitrage : Andrea Gervasoni |
| 14 mars 2010 15h00 | rapport                        |         |                                                                          | Arbitrage : Andrea Gervasoni    | Arbitrage : Andrea Gervasoni |

| 29e journée        | AS Rome                                                         | 4 – 2   | Udinese                     | Rome, Stadio Olimpico        |                              |
| 20 mars 2010 20h45 | Toni 15e · Vučinić 23e 66e (P) 82e · Faty Juan Cassetti Vučinić | (2 – 1) | 38e (P) 61e Di Natale · x 3 | Arbitrage : Nicola Pierpaoli | Arbitrage : Nicola Pierpaoli |
| 20 mars 2010 20h45 | rapport                                                         |         |                             | Arbitrage : Nicola Pierpaoli | Arbitrage : Nicola Pierpaoli |

| 30e journée        | Bologne | 0 – 2   | AS Rome                                              | Bologne, stade Renato-Dall'Ara |                            |
| 24 mars 2010 20h45 | x 4     | (0 – 0) | 48e Riise · 82e Júlio Baptista · Toni Júlio Baptista | Arbitrage : Antonio Damato     | Arbitrage : Antonio Damato |
| 24 mars 2010 20h45 | rapport |         |                                                      | Arbitrage : Antonio Damato     | Arbitrage : Antonio Damato |

| 31e journée        | AS Rome                                         | 2 – 1   | Inter Milan      | Rome, Stadio Olimpico       |                             |
| 30 mars 2010 18h00 | De Rossi 17e · Toni 72e · Ménez Perrotta Brighi | (1 – 0) | 66e Milito · x 7 | Arbitrage : Emidio Morganti | Arbitrage : Emidio Morganti |
| 30 mars 2010 18h00 | rapport                                         |         |                  | Arbitrage : Emidio Morganti | Arbitrage : Emidio Morganti |

| 32e journée        | Bari    | 0 – 1   | AS Rome               | Bari, stade San Nicola     |                            |
| 3 avril 2010 15h00 | x 3     | (0 – 1) | 19e Vučinić · Pizarro | Arbitrage : Nicola Rizzoli | Arbitrage : Nicola Rizzoli |
| 3 avril 2010 15h00 | rapport |         |                       | Arbitrage : Nicola Rizzoli | Arbitrage : Nicola Rizzoli |

| 33e journée         | AS Rome                                     | 2 – 1   | Atalanta Bergame     | Rome, Stadio Olimpico       |                             |
| 11 avril 2010 15h00 | Vučinić 12e · Cassetti 27e · Cassetti Ménez | (2 – 0) | 53e Tiribocchi · x 3 | Arbitrage : Gianluca Rocchi | Arbitrage : Gianluca Rocchi |
| 11 avril 2010 15h00 | rapport                                     |         |                      | Arbitrage : Gianluca Rocchi | Arbitrage : Gianluca Rocchi |

| 34e journée         | Lazio Rome                     | 1 – 2   | AS Rome                                                                      | Rome, Stadio Olimpico         |                               |
| 18 avril 2010 18h30 | Rocchi 14e · Ledesma 90e · x 3 | (1 – 0) | 53e (P) 63e Vučinić · Riise De Rossi Totti Cassetti · Juan Taddei Toni Ménez | Arbitrage : Paolo Tagliavento | Arbitrage : Paolo Tagliavento |
| 18 avril 2010 18h30 | rapport                        |         |                                                                              | Arbitrage : Paolo Tagliavento | Arbitrage : Paolo Tagliavento |

| 35e journée         | AS Rome   | 1 – 2   | Sampdoria             | Rome, Stadio Olimpico      |                            |
| 25 avril 2010 20h45 | 14e Totti | (1 – 0) | 52e 85e Pazzini · x 1 | Arbitrage : Antonio Damato | Arbitrage : Antonio Damato |
| 25 avril 2010 20h45 | rapport   |         |                       | Arbitrage : Antonio Damato | Arbitrage : Antonio Damato |

| 36e journée        | Parme                             | 1 – 2   | AS Rome                                         | Parme, stade Ennio-Tardini  |                             |
| 1er mai 2010 18h00 | Lanzafame 81e · Jiménez 90e · x 5 | (0 – 1) | 5e Totti · 75e Taddei · Perrotta Cassetti Totti | Arbitrage : Gianluca Rocchi | Arbitrage : Gianluca Rocchi |
| 1er mai 2010 18h00 | rapport                           |         |                                                 | Arbitrage : Gianluca Rocchi | Arbitrage : Gianluca Rocchi |

| 37e journée      | AS Rome                           | 2 – 1   | Cagliari        | Rome, Stadio Olimpico      |                            |
| 9 mai 2010 15h00 | Totti 79e 83e (P) · Pizarro Riise | (0 – 0) | 73e Lazzari x 3 | Arbitrage : Mauro Bergonzi | Arbitrage : Mauro Bergonzi |
| 9 mai 2010 15h00 |                                   |         |                 | Arbitrage : Mauro Bergonzi | Arbitrage : Mauro Bergonzi |

| 38e journée       | Chievo Vérone | 0 – 2   | AS Rome                      | Vérone, stade Marcantonio-Bentegodi |                               |
| 16 mai 2010 15h00 | x 1           | (0 – 2) | 39e Vučinić · 45+1e De Rossi | Arbitrage : Paolo Tagliavento       | Arbitrage : Paolo Tagliavento |
| 16 mai 2010 15h00 |               |         |                              | Arbitrage : Paolo Tagliavento       | Arbitrage : Paolo Tagliavento |

### Coupe d'Italie
| 1/8e de finale        | AS Rome                                       | 3 – 1   | Triestina                | Rome, Stadio Olimpico       |                             |
| 12 janvier 2010 21h00 | Brighi 45e · Vučinić 60e · Júlio Baptista 80e | (1 – 1) | 5e (P) Della Rocca · x 1 | Arbitrage : Emidio Morganti | Arbitrage : Emidio Morganti |
| 12 janvier 2010 21h00 | rapport                                       |         |                          | Arbitrage : Emidio Morganti | Arbitrage : Emidio Morganti |

| 1/4 de finale         | AS Rome                         | 1 – 0   | Catane                            | Rome, Stadio Olimpico        |                              |
| 26 janvier 2010 21h00 | De Rossi 74e · Pizarro De Rossi | (0 – 0) | 58e Bellusci · 72e Augustyn · x 2 | Arbitrage : Nicola Pierpaoli | Arbitrage : Nicola Pierpaoli |
| 26 janvier 2010 21h00 | rapport                         |         |                                   | Arbitrage : Nicola Pierpaoli | Arbitrage : Nicola Pierpaoli |

| 1/2 finale aller     | AS Rome                 | 2 – 0   | Udinese | Rome, Stadio Olimpico         |                               |
| 4 février 2010 21h00 | Vučinić 12e · Mexès 40e | (2 – 0) | x 2     | Arbitrage : Maggiani Bergonzi | Arbitrage : Maggiani Bergonzi |
| 4 février 2010 21h00 | rapport                 |         |         | Arbitrage : Maggiani Bergonzi | Arbitrage : Maggiani Bergonzi |

| 1/2 finale retour   | Udinese           | 1 – 0   | AS Rome                 | Udine, stade Friuli    |                        |
| 14 avril 2010 18h00 | 87e Sanchez · x 1 | (0 – 0) | 86e Cassetti · Cassetti | Arbitrage : Luca Banti | Arbitrage : Luca Banti |
| 14 avril 2010 18h00 | rapport           |         |                         | Arbitrage : Luca Banti | Arbitrage : Luca Banti |

| Finale           | Inter Milan      | 1 – 0   | AS Rome                                   | Rome, Stadio Olimpico      |                            |
| 5 mai 2010 21h00 | Milito 40e · x 4 | (1 – 0) | 88e Totti · Burdisso Perrotta Mexès Totti | Arbitrage : Nicola Rizzoli | Arbitrage : Nicola Rizzoli |
| 5 mai 2010 21h00 | rapport          |         |                                           | Arbitrage : Nicola Rizzoli | Arbitrage : Nicola Rizzoli |

### Ligue Europa
La Roma s'est qualifiée pour le troisième tour préliminaire de la Ligue Europa 2009-2010 à la suite de sa 6e place lors du championnat d'Italie 2008-2009.

#### Qualifications
| Troisième tour préliminaire Aller | AS Rome                                 | 3 – 1   | KAA La Gantoise                | Rome, Stadio Olimpico                |                                      |
| 30 juillet 2009 20h45             | Totti 55e 73e (P) · Vučinić 85e · Totti | (0 – 1) | 22e Mbaye · 74e Thompson · x 7 | Arbitrage : Paulo Manuel Gomes Costa | Arbitrage : Paulo Manuel Gomes Costa |
| 30 juillet 2009 20h45             | rapport                                 |         |                                | Arbitrage : Paulo Manuel Gomes Costa | Arbitrage : Paulo Manuel Gomes Costa |

| Troisième tour préliminaire Retour | KAA La Gantoise                    | 1 – 7   | AS Rome                                                                         | Gand, stade Jules Otten  |                          |
| 6 août 2009 20h45                  | Šuler 44e · Tim Smolders 78e · x 5 | (0 - 1) | 35e 56e 64e (P) Totti · 58e 74e De Rossi · 79e Ménez · 86e Okaka · Mexès Taddei | Arbitrage : Manuel Grafe | Arbitrage : Manuel Grafe |
| 6 août 2009 20h45                  | rapport                            |         |                                                                                 | Arbitrage : Manuel Grafe | Arbitrage : Manuel Grafe |

| Tour de barrage Aller | MFK Košice                        | 3 – 3   | AS Rome                                  | Košice, Štadión Lokomotívy v Čermeli |                             |
| 20 août 2009 16h30    | Milinković 5e · Novák 71e (P) 81e | (1 – 1) | 38e (P) 67e Totti · 52e Ménez · De Rossi | Arbitrage : Peter Rasmussen          | Arbitrage : Peter Rasmussen |
| 20 août 2009 16h30    | rapport                           |         |                                          | Arbitrage : Peter Rasmussen          | Arbitrage : Peter Rasmussen |

| Tour de barrage Retour | AS Rome                                                           | 7 – 1   | MFK Košice | Rome, Stadio Olimpico     |                           |
| 27 août 2009 20h45     | Totti 1re 6e 86e · Guberti 8e · Cerci 17e · Ménez 18e · Riise 70e | (5 – 1) | 38e Novák  | Arbitrage : Selçuk Dereli | Arbitrage : Selçuk Dereli |
| 27 août 2009 20h45     | rapport                                                           |         |            | Arbitrage : Selçuk Dereli | Arbitrage : Selçuk Dereli |

#### Phase de groupe
À la suite du tirage au sort du 28 août 2008, l'équipe romaine, tête de série dans le chapeau A, se retrouve dans le groupe E en compagnie des Suisses du FC Bâle, des Anglais du FC Fulham et des Bulgares du FK CSKA Sofia.
Notons que Bjørn Helge Riise, le frère cadet de John Arne Riise, évolue à Fulham.
| 1re journée             | FC Bâle                            | 2 – 0   | AS Rome       | Bâle, Parc Saint-Jacques            |                                     |
| 17 septembre 2009 19h00 | Carlitos 11e · Almerares 87e · x 5 | (1 – 0) | Ménez Pizarro | Arbitrage : Carlos Velasco Carballo | Arbitrage : Carlos Velasco Carballo |
| 17 septembre 2009 19h00 | rapport                            |         |               | Arbitrage : Carlos Velasco Carballo | Arbitrage : Carlos Velasco Carballo |

| 2e journée             | AS Rome                          | 2 – 0   | CSKA Sofia | Rome, Stadio Olimpico       |                             |
| 1er octobre 2009 21h05 | Okaka 20e · Perrotta 23e · Ménez | (2 – 0) |            | Arbitrage : Vladimir Hrinak | Arbitrage : Vladimir Hrinak |
| 1er octobre 2009 21h05 | rapport                          |         |            | Arbitrage : Vladimir Hrinak | Arbitrage : Vladimir Hrinak |

| 3e journée            | Fulham                    | 1 – 1   | AS Rome                 | Londres, Craven Cottage   |                           |
| 22 octobre 2009 21h05 | Hangeland 24e · Kelly 77e | (1 – 0) | 93e Andreolli · Vučinić | Arbitrage : Paul Allaerts | Arbitrage : Paul Allaerts |
| 22 octobre 2009 21h05 | rapport                   |         |                         | Arbitrage : Paul Allaerts | Arbitrage : Paul Allaerts |

| 4e journée            | AS Rome                                          | 2 – 1   | Fulham                                             | Rome, Stadio Olimpico  |                        |
| 5 novembre 2009 19h00 | Riise 69e · Okaka 76e · Andreolli Okaka De Rossi | (0 – 1) | 19e (P) Kamara · 49e Nevland · 91e Konchesky · x 3 | Arbitrage : Kevin Blom | Arbitrage : Kevin Blom |
| 5 novembre 2009 19h00 | rapport                                          |         |                                                    | Arbitrage : Kevin Blom | Arbitrage : Kevin Blom |

| 5e journée            | AS Rome                                           | 2 – 1   | FC Bâle          | Rome, Stadio Olimpico    |                          |
| 3 décembre 2009 21h05 | Totti 32e (P) · Vučinić 59e · De Rossi Ménez Juan | (1 – 1) | 18e Huggel · x 2 | Arbitrage : Tony Chapron | Arbitrage : Tony Chapron |
| 3 décembre 2009 21h05 | rapport                                           |         |                  | Arbitrage : Tony Chapron | Arbitrage : Tony Chapron |

| 6e journée             | CSKA Sofia | 0 – 3   | AS Rome                                      | Sofia, Bulgarska-Armija        |                                |
| 16 décembre 2009 19h00 | x 3        | (0 – 1) | 45+1e 52e Cerci · 89e Scardina · Cerci Okaka | Arbitrage : Aleksandar Stavrev | Arbitrage : Aleksandar Stavrev |
| 16 décembre 2009 19h00 | rapport    |         |                                              | Arbitrage : Aleksandar Stavrev | Arbitrage : Aleksandar Stavrev |

#### Phase finale
Après sa victoire contre Bâle lors de la 5e journée, la Roma est d'ores est déjà qualifiée pour les 1/16 de finale puis s'assure la première place du groupe E après avoir battu le CSKA Sofia lors de l'ultime journée du 16 décembre 2009. Avec leurs 13 pts, les Romains devancent les Anglais de Fulham qui comptabilisent 11 pts.

À la suite du tirage au sort effectué le 18 décembre 2009 à Nyon, la Roma, dans le chapeau 1, se retrouve opposée aux Grecs du Panathinaïkos d'Athènes, match mettant notamment aux prises Djibril Cissé et Philippe Mexès, deux anciens coéquipiers de l'AJ Auxerre.

| 1/16e de finale Aller | Panathinaïkos                                              | 3 – 2   | AS Rome                                              | Athènes, Stade olympique  |                           |
| 18 février 2010 21h05 | Salpingídis 67e · Christodoulópoulos 85e · Cissé 89e · x 1 | (0 – 1) | 29e Vučinić · 81e (P) Pizarro · Pizarro Taddei Cerci | Arbitrage : Damir Skomina | Arbitrage : Damir Skomina |
| 18 février 2010 21h05 | rapport                                                    |         |                                                      | Arbitrage : Damir Skomina | Arbitrage : Damir Skomina |

| 1/16e de finale Retour | AS Rome                                                   | 2 – 3   | Panathinaïkos                                           | Rome, stadio olimpico    |                          |
| 25 février 2010 19h00  | Riise 11e · De Rossi 67e · De Rossi Taddei Cassetti Mexès | (1 – 3) | 40e (P) 45+1e Cissé · 43e Ninis · 90e Katsouranis · x 5 | Arbitrage : Bruno Paixao | Arbitrage : Bruno Paixao |
| 25 février 2010 19h00  | rapport                                                   |         |                                                         | Arbitrage : Bruno Paixao | Arbitrage : Bruno Paixao |

Battue 3 - 2 à Athènes puis 2 - 3 à Rome par le Panathinaïkos, la Roma quitte la Ligue Europa dès les 1/16e de finale sur un total de 4 buts contre 6 face aux Grecs.

## Statistiques de l'équipe
| Compétition    | Matchs | Matchs    | Matchs | Matchs   | But inscrit | But inscrit | But inscrit | Class. | Points | Cartons | Cartons      |
| Compétition    | Joués  | Victoires | Nuls   | Défaites | Bp          | Bc          | Diff        | Class. | Points | Averti  | Carton rouge |
| -------------- | ------ | --------- | ------ | -------- | ----------- | ----------- | ----------- | ------ | ------ | ------- | ------------ |
| Championnat    | 38     | 24        | 8      | 6        | 68          | 41          | +27         | 2      | 80     | 90      | 3            |
| Coupe d'Italie | 5      | 3         | 0      | 2        | 6           | 3           | +3          | 2      | -      | 8       | 2            |
| Ligue Europa   | 12     | 7         | 2      | 3        | 34          | 17          | +17         | 1/16e  | -      | 23      | 0            |
| Total          | 55     | 34        | 10     | 11       | 108         | 61          | +47         | -      | -      | 121     | 5            |

- Meilleure série toutes compétitions confondues : 20 matchs sans défaite, 17 victoires et 3 nuls (1er novembre 2009 - 13 février 2010)

Mis à jour le 19 août 2010

## Statistiques championnat
Victoires  - Nuls  - Défaites 
| Journée    | 1  | 2  | 3  | 4  | 5 | 6 | 7  | 8  | 9  | 10 | 11 | 12 | 13 | 14 | 15 | 16 | 17 | 18 | 19 | 20 | 21 | 22 | 23 | 24 | 25 | 26 | 27 | 28 | 29 | 30 | 31 | 32 | 33 | 34 | 35 | 36 | 37 | 38 |
| ---------- | -- | -- | -- | -- | - | - | -- | -- | -- | -- | -- | -- | -- | -- | -- | -- | -- | -- | -- | -- | -- | -- | -- | -- | -- | -- | -- | -- | -- | -- | -- | -- | -- | -- | -- | -- | -- | -- |
| Terrain    | E  | D  | E  | D  | E | E | D  | E  | D  | E  | D  | E  | D  | E  | D  | E  | D  | E  | D  | D  | E  | D  | E  | D  | D  | E  | D  | E  | D  | E  | D  | E  | D  | E  | D  | E  | D  | E  |
| Résultat   |    |    |    |    |   |   |    |    |    |    |    |    |    |    |    |    |    |    |    |    |    |    |    |    |    |    |    |    |    |    |    |    |    |    |    |    |    |    |
| Points     | 0  | 0  | 3  | 6  | 7 | 8 | 11 | 11 | 11 | 11 | 14 | 15 | 18 | 21 | 24 | 25 | 28 | 29 | 32 | 35 | 38 | 41 | 44 | 47 | 50 | 51 | 52 | 53 | 56 | 59 | 62 | 65 | 68 | 71 | 71 | 74 | 77 | 80 |
| Classement | 15 | 20 | 15 | 11 | 9 | 9 | 8  | 10 | 12 | 14 | 14 | 13 | 11 | 9  | 6  | 5  | 4  | 5  | 5  | 3  | 3  | 3  | 2  | 2  | 3  | 3  | 3  | 3  | 3  | 2  | 2  | 2  | 1  | 1  | 2  | 2  | 2  | 2  |

Mis à jour le 10 août 2010
- Meilleure série : 7 victoires d'affilée (9 janvier - 13 février 2010)
- Meilleure série sans défaites : 24 matchs, 18 victoires pour 6 nuls (1er novembre 2009 - 18 avril 2010)
- Plus mauvaise série : 3 défaites d'affilée (18 octobre - 28 octobre 2009)
- Meilleur score : Roma - Palerme : 4 - 1 (13 février 2010)
- Pire défaite : Roma - Juventus : 1 - 3 (30 août 2009)

## Statistiques des joueurs
Mis à jour le 19 août 2010
| Joueurs        | Championnat | Championnat | Championnat | Championnat  | Coupe d'Italie | Coupe d'Italie | Coupe d'Italie | Coupe d'Italie | Ligue Europa | Ligue Europa | Ligue Europa | Ligue Europa | Total | Total       | Total  | Total        |
| Joueurs        | Prés.       | But inscrit | Averti      | Carton rouge | Prés.          | But inscrit    | Averti         | Carton rouge   | Prés.        | But inscrit  | Averti       | Carton rouge | Prés. | But inscrit | Averti | Carton rouge |
| -------------- | ----------- | ----------- | ----------- | ------------ | -------------- | -------------- | -------------- | -------------- | ------------ | ------------ | ------------ | ------------ | ----- | ----------- | ------ | ------------ |
| Andreolli      | 8           | 0           | 2           | 0            | 1              | 0              | 0              | 0              | 6            | 1            | 1            | 0            | 15    | 1           | 3      | 0            |
| Antunes **     | 0           | 0           | 0           | 0            | 0              | 0              | 0              | 0              | 0            | 0            | 0            | 0            | 0     | 0           | 0      | 0            |
| Artur          | 1           | -3          | 0           | 0            | 0              | 0              | 0              | 0              | 4            | -6           | 0            | 0            | 5     | -9          | 0      | 0            |
| Júlio Baptista | 22          | 3           | 1           | 0            | 3              | 1              | 0              | 0              | 6            | 0            | 0            | 0            | 31    | 4           | 1      | 0            |
| Júlio Sérgio   | 30          | -29         | 0           | 0            | 2              | -2             | 0              | 0              | 5            | -3           | 0            | 0            | 37    | -34         | 0      | 0            |
| Brighi         | 21          | 4           | 1           | 0            | 1              | 2              | 0              | 0              | 6            | 0            | 0            | 0            | 28    | 5           | 1      | 0            |
| Burdisso       | 33          | 2           | 5           | 0            | 5              | 0              | 1              | 0              | 6            | 0            | 0            | 0            | 44    | 2           | 6      | 0            |
| Cassetti       | 29          | 2           | 8           | 0            | 3              | 0              | 2              | 1              | 6            | 0            | 1            | 0            | 38    | 2           | 11     | 1            |
| Cerci          | 9           | 0           | 2           | 0            | 2              | 0              | 0              | 0              | 8            | 3            | 2            | 0            | 19    | 3           | 4      | 0            |
| Cicinho **     | 2           | 0           | 0           | 0            | 1              | 0              | 0              | 0              | 2            | 0            | 0            | 0            | 5     | 0           | 0      | 0            |
| De Rossi       | 32          | 7           | 7           | 0            | 4              | 1              | 1              | 0              | 12           | 3            | 4            | 0            | 48    | 11          | 12     | 0            |
| Doni           | 7           | -8          | 1           | 1            | 3              | -1             | 0              | 0              | 4            | -5           | 0            | 0            | 14    | -14         | 1      | 1            |
| Esposito **    | 0           | 0           | 0           | 0            | 1              | 0              | 0              | 0              | 0            | 0            | 0            | 0            | 1     | 0           | 0      | 0            |
| Faty           | 8           | 0           | 2           | 0            | 2              | 0              | 0              | 0              | 1            | 0            | 0            | 0            | 11    | 0           | 2      | 0            |
| Greco **       | 0           | 0           | 0           | 0            | 0              | 0              | 0              | 0              | 0            | 0            | 0            | 0            | 0     | 0           | 0      | 0            |
| Guberti **     | 6           | 0           | 1           | 0            | 0              | 0              | 0              | 0              | 6            | 1            | 0            | 0            | 12    | 1           | 1      | 0            |
| Juan           | 29          | 0           | 5           | 0            | 2              | 0              | 0              | 0              | 5            | 0            | 1            | 0            | 36    | 0           | 6      | 0            |
| Lobonț         | 2           | -1          | 0           | 0            | 0              | 0              | 0              | 0              | 1            | 0            | 0            | 0            | 3     | -1          | 0      | 0            |
| Ménez          | 23          | 1           | 10          | 0            | 4              | 0              | 0              | 0              | 10           | 3            | 3            | 0            | 37    | 4           | 13     | 0            |
| Mexès          | 19          | 1           | 4           | 0            | 4              | 1              | 1              | 0              | 9            | 0            | 2            | 0            | 32    | 2           | 7      | 0            |
| Mladen         | 0           | 0           | 0           | 0            | 0              | 0              | 0              | 0              | 0            | 0            | 0            | 0            | 0     | 0           | 0      | 0            |
| Motta          | 16          | 0           | 2           | 0            | 3              | 0              | 0              | 0              | 8            | 0            | 0            | 0            | 27    | 0           | 2      | 0            |
| Okaka **       | 7           | 1           | 2           | 0            | 1              | 0              | 0              | 0              | 6            | 3            | 2            | 0            | 14    | 4           | 4      | 0            |
| Pena           | 0           | 0           | 0           | 0            | 0              | 0              | 0              | 0              | 0            | 0            | 0            | 0            | 0     | 0           | 0      | 0            |
| Perrotta       | 31          | 5           | 9           | 0            | 3              | 0              | 1              | 0              | 5            | 1            | 0            | 0            | 39    | 6           | 10     | 0            |
| Pettinari      | 1           | 0           | 0           | 0            | 0              | 0              | 0              | 0              | 1            | 0            | 0            | 0            | 2     | 0           | 0      | 0            |
| Pit **         | 2           | 0           | 0           | 0            | 1              | 0              | 0              | 0              | 0            | 0            | 0            | 0            | 3     | 0           | 0      | 0            |
| Pizarro        | 31          | 2           | 8           | 1            | 4              | 0              | 1              | 0              | 11           | 1            | 2            | 0            | 46    | 3           | 11     | 1            |
| Riise          | 36          | 5           | 4           | 0            | 4              | 0              | 0              | 0              | 12           | 3            | 0            | 0            | 52    | 8           | 4      | 0            |
| Scardina       | 0           | 0           | 0           | 0            | 0              | 0              | 0              | 0              | 1            | 1            | 0            | 0            | 1     | 1           | 0      | 0            |
| Stoian         | 0           | 0           | 0           | 0            | 0              | 0              | 0              | 0              | 0            | 0            | 0            | 0            | 0     | 0           | 0      | 0            |
| Taddei         | 33          | 2           | 5           | 1            | 4              | 0              | 0              | 0              | 8            | 0            | 3            | 0            | 45    | 2           | 8      | 1            |
| Tonetto        | 4           | 0           | 0           | 0            | 1              | 0              | 0              | 0              | 3            | 0            | 0            | 0            | 8     | 0           | 0      | 0            |
| Toni *         | 15          | 5           | 2           | 0            | 2              | 0              | 0              | 0              | 0            | 0            | 0            | 0            | 17    | 5           | 2      | 0            |
| Totti          | 23          | 14          | 6           | 0            | 2              | 0              | 1              | 1              | 6            | 11           | 1            | 0            | 31    | 25          | 8      | 1            |
| Vučinić        | 34          | 14          | 3           | 0            | 4              | 2              | 0              | 0              | 8            | 3            | 1            | 0            | 46    | 19          | 4      | 0            |

* Joueurs recrutés ou en prêt lors du mercato d'hiver

** Joueurs cédés ou prêtés lors du mercato d'hiver